# ヘンリク・アシェイム
ヘンリク・アシェイム（ノルウェー語: Henrik Asheim、1983年8月21日 - ）は、ノルウェーの政治家、保守党所属。2008年から同党青年部のリーダーを務め、同性愛者であることを公表している。